# Мост дочерей Иакова
Мост дочере́й Иа́кова (ивр. גשר בנות יעקב‎, ге́шер бнот Яако́в; араб. جسر بنات يعقوب‎, джиср бана́т Яку́б) — мост через реку Иордан на шоссе 91, расположенный на границе между Голанскими высотами и остальным Израилем.

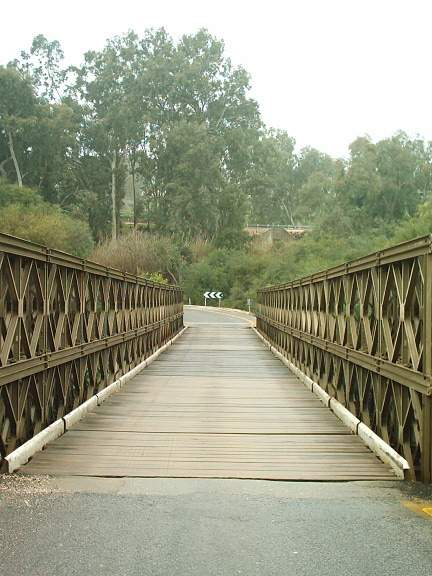
На мосту

Мост имеет историческое и военное стратегическое значение, поскольку это один из немногих переходов через Иордан, соединяющих Голанские высоты и Верхнюю Галилею.

## История
Территория вокруг моста была известна в древности. Переправа в этом месте, известная как «брод Иакова», служила частью местного маршрута, вдоль старинного приморского торгового пути Via Maris.
В соответствии с одной из местных легенд, записанной краеведом Зеэвом Вильнаи, на этом месте дочери Иакова оплакивали своего брата Иосифа, узнав от братьев о его гибели от хищного зверя, а их слёзы застыли и превратились в рассыпанные по округе базальтовые камни. Эта легенда отразилась и на арабском названии места — «Брод печали» (араб. ﻣﺨﺎﻀﺔ ﺍﻠﺤﺰﻦ‎ Мхадат аль-хузан).

## Археологические раскопки
Анализ находок, обнаруженных археологами из Еврейского университета в Иерусалиме, Германии и США, показал следы поселений людей времён раннего палеолита, которые жили на этом месте уже 790 000 лет назад. Исследования стоянки близ современного моста дочерей Иакова, проведённые в 2009 году, доказывают применение огня представителями вида Homo erectus или Homo ergaster примерно 790—690 тысяч лет назад. Обитатели этого места наряду с рыбой и мясом употребляли в пищу до 55 различных видов растений, в том числе семена кувшинковых, корешки рогозовых, семена расторопши пятнистой, плоды держи-дерева и жёлуди дуба калепринского и дуба таворского. Многие семена и корни подвергались термической обработке, о чём, в частности, свидетельствуют обжаренные жёлуди и печёные стебли тростника. Зимой и весной они питались свёклой и листьями мальвы. На ашельских орудиях из базальта нашли зёрна крахмала, пыльцу, перья и волоски шерсти грызунов.